# ان‌جی‌سی ۱۸۶
ان‌جی‌سی ۱۸۶ (انگلیسی: NGC 186) نام یک کهکشان عدسی در صورت فلکی ماهی است.